# Реалізм (мистецький рух)

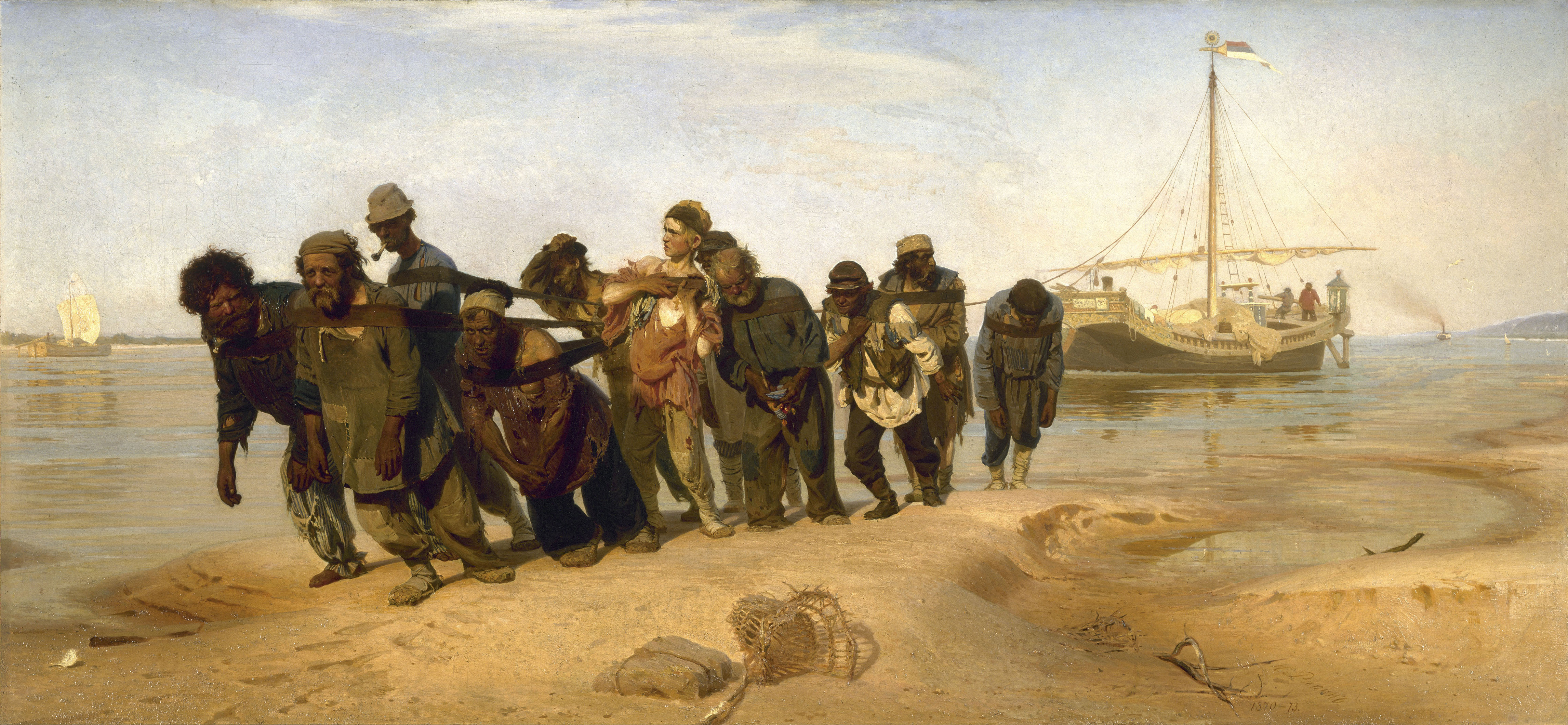
Ілля Рєпін. «Бурлаки на Волзі»

Реалізм — мистецький рух, що полягав у якомога більш точній і об'єктивній передачі дійсності, згідно з якою завдання мистецтва полягає в відображенні всіх сторін буття, а не лише його ідеалізованого представлення. Термін введений французьким літературним критиком Жуль Шанфлері в 1850-х роках для позначення мистецтва, що протистоїть романтизму і академізму.
В художній діяльності значення реалізму як стилю є доволі суперечливим, його кордони невизначені. В більш вузькому сенсі під реалізмом розуміють позитивізм як напрямок в образотворчому мистецтві другої половини XIX століття.
Одним з перших реалістів був французький художник Густав Курбе (1819—1877), який в 1855 році відкрив в Парижі свою персональну виставку «Павільйон реалізму». До нього в реалістичній манері працювали художники барбізонської школи: Теодор Руссо, Жан-Франсуа Мілле, Жуль Бретон. У 1870-ті роки реалізм розділився на два основних напрямки — натуралізм та імпресіонізм.
В сучасному живописі реалізм межує з гротеском, антигламуром. Яскравим представником такого напрямку в реалізмі є російський художник Василь Шульженко.